# صموئيل مارتن (رجل أعمال)
صموئيل مارتن (بالإنجليزية: Samuel Martin)‏ هو شخصية أعمال بريطاني، ولد في 5 يونيو 1984.